# Huntleya gustavii
Huntleya gustavii là một loài lan phân bố từ Colombia và Ecuador và đang giảm sút số lượng.

## Hình ảnh

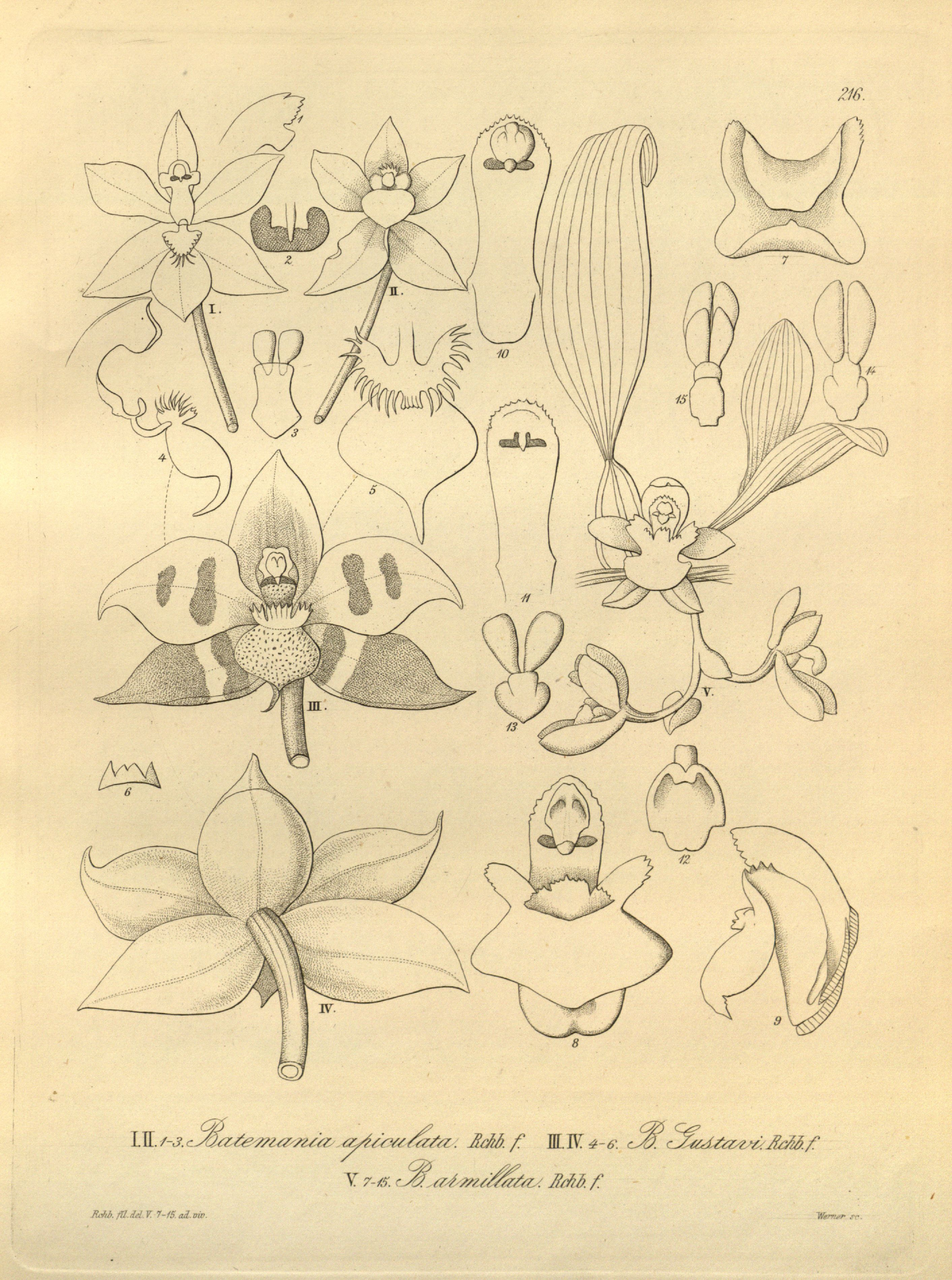
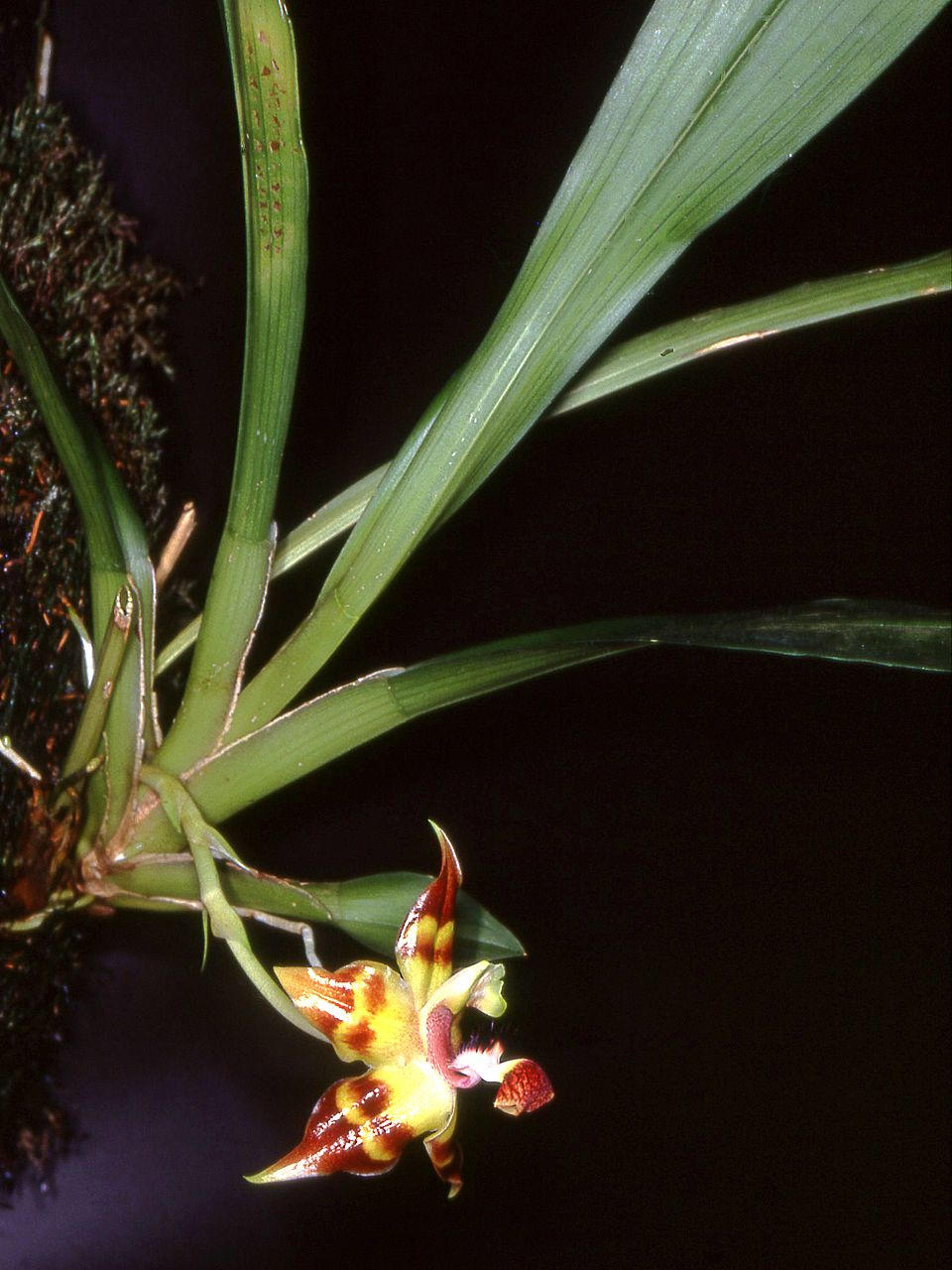
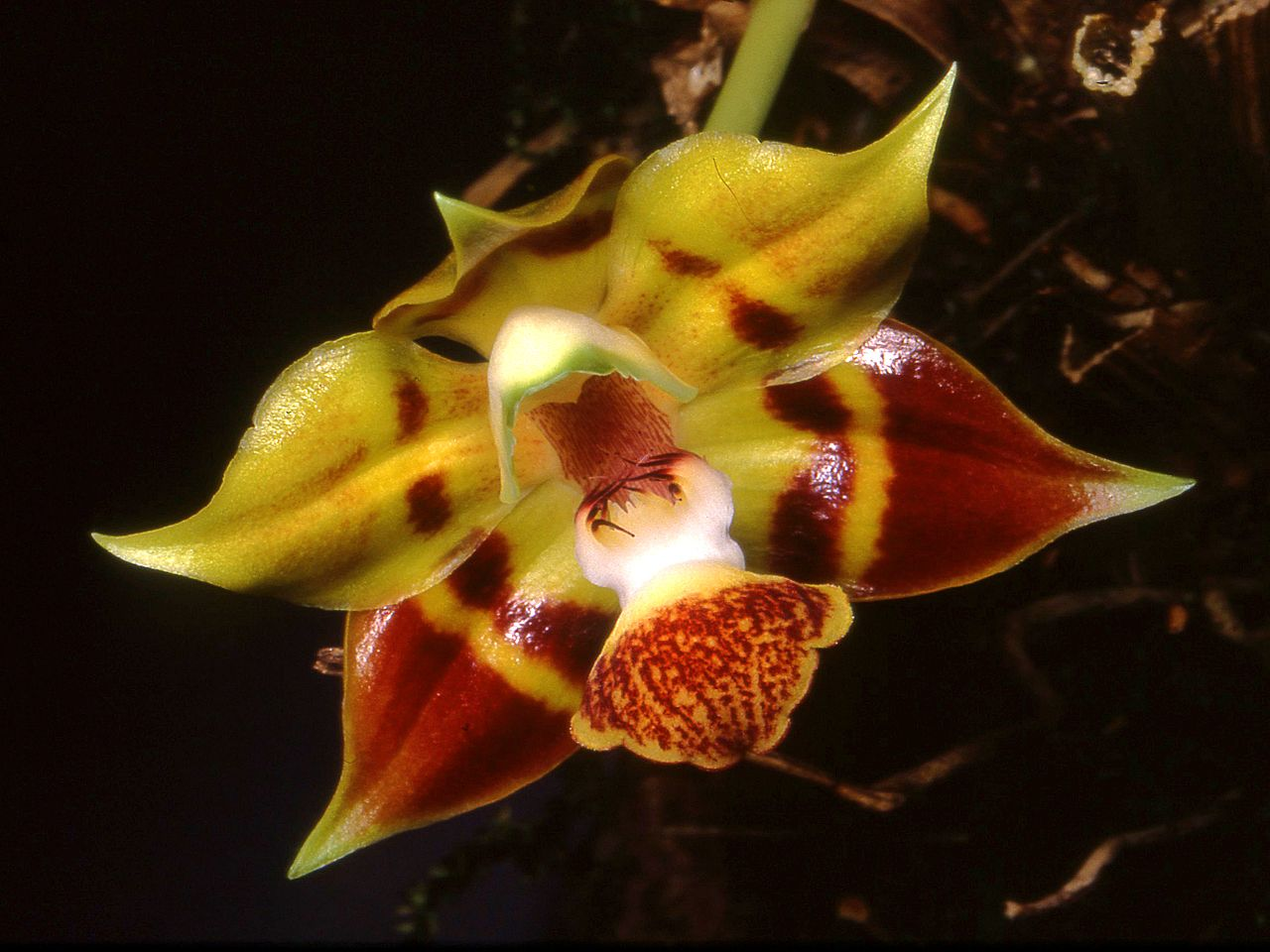